# Les Oliveres (la Nou de Berguedà)
Les Oliveres és una serra situada al municipi de La Nou de Berguedà a la comarca del Berguedà, amb una elevació màxima de 1.039 metres.